# Semiothisa flavida
Semiothisa flavida là một loài bướm đêm trong họ Geometridae.